# Teresa Selma
Teresa Ramos Monte  (Puerto Píritu, 13 de agosto de 1930 - Ciudad de México, México; 20 de febrero de 2024),conocida artísticamente como Teresa Selma, fue una  actriz venezolana nacionalizada mexicana de teatro, cine, televisión y doblaje. Contaba con más de siete décadas de trayectoria artística.

## Biografía

### Inicios
Desde muy pequeña, Teresa sintió vocación por las artes escénicas, sin embargo, no fue hasta varios años después y en otro país cuando comenzó su carrera teatral formalmente. Ella estudió psiquiatría en Venezuela (la cual ejerció luego durante 5 años); y durante el gobierno de Marcos Pérez Jiménez, Teresa migra a México. Allí estudió teatro con el director teatral Seki Sano, y en la Escuela Nacional de Teatro del Instituto Nacional de Bellas Artes. Debutó como actriz en la obra Amor (1850) en 1957.

### Carrera dentro del doblaje
En las décadas siguientes, Teresa participó dentro del rubro del doblaje durante algunos años. Ella realizó diversos doblajes para la hoy desaparecida empresa CINSA durante la década de los 60 y 70. A sí mismo, participó en varias telenovelas de imagen real tanto en México como en su Venezuela natal; entre ellas destaca su papel de Céfora en Por estas calles.

### Premios y reconocimientos
En 1998 se hizo acreedora al Premio Águila de San Martín, en la categoría de «mejor actriz», por su participación en la obra La loca de Bouchout; en Caracas. Ya de vuelta en México, fue galardonada en 2006 con el premio María Douglas, otorgado por la Agrupación de Periodistas Teatrales de México, también dentro de la categoría a «mejor actriz».
En 2002, regresa a México, donde actualmente sigue activa dentro del mundo de la actuación. Entre sus más recientes obras se encuentran El último verano de Sarah Bernhardt (2011), Arráncame la vida (2013) y Yo soy Carlos Marx (2014).

### Fallecimiento
La actriz falleció el 20 de febrero de 2024 a los 93 años en la Ciudad de México concluyendo con una trayectoria ininterrumpida de más de 67 años en teatro, cine y televisión.

## Teatro
- 1967, La amante, de Harold Pinter. Teatro Coyoacán.[3]
- 1968, Los negros, de Jean Genet. Teatro Coyoacán.[3]
- 1969, A puerta cerrada, de Jean-Paul Sartre. Teatro Coyoacán.[3]
- 1982, A 2.50 la Cuba libre, de Ibrahim Guerra. Reparto original.
- 2011, El último verano de Sarah Bernhardt, de John Murrell. Centro Cultural El Foco. Rol principal.
- 2012, Arráncame la vida, de Elio Palencia. Rol principal.
- 2014, Yo soy Carlos Marx, de Gennys Pérez. Teatro Coyoacán. Rol principal.

## Cine
- 1965, Llanto por Juan Indio, dirigida por Rogelio González Garza. Rol secundario.
- 1966, Sólo para ti, dirigida por Ícaro Cisneros Rivera. Rol secundario.
- 1967, A la busca, dirigida por Alberto Bojórquez. Cortometraje. Rol secundario.
- 1970, Remolino de pasiones, dirigida por Alejandro Galindo. Rol secundario.
- 1975, La India, dirigida por Rogelio A. González. Rol secundario.

## Televisión
- 1984, La dueña (telenovela venezolana), interpretando a Doña Asunción de Tellez.
- 1991, El desprecio , interpretando a Doña Gertrudis.
- 1992, Por estas calles, interpretando a Doña Céfora Aristimuño De Orellana.
- 2017, Las malcriadas, interpretando a Hannah de Kilev.

## Doblaje

### Cine
- 1968, Rosemary's Baby, interpretando a Laura-Louise McBirney; interpretado originalmente por Patsy Kelly.[8]
- 1967, Tony Rome, interpretando a Lorna Boyd; interpretado por Jeanne Cooper.[8]
- 1968, Fantastic Voyage, interpretando a Cora; interpretado originalmente por Raquel Welch.[8]
- 1965, Morituri, de 1965, interpretando a Esther Levy; interpretado originalmente por Janet Margolin.[8]
- 1963, Charade, interpretando voces secundarias.[8]
- 1962, Dr. No, interpretando a Sylvia Trench; interpretado originalmente por Eunice Gayson.[8]
- 1961, A Place in the Sun, interpretando a Marcia Eastman; interpretando originalmente por Lois Chartrand.[8]
- 1950, All About Eve, interpretando a Claudia Caswell; interpretado originalmente por Marilyn Monroe.[8]

### Series de televisión
- La hora marcada, interpretando a Madre Valentina[9]
- I Dream of Jeannie, interpretando voces secundarias.[8]
- My Favorite Martian, interpretando voces secundarias.[8]
- The Flintstones, interpretando voces secundarias.[8]